# Joachim Spies (Künstler)
Joachim Spies (* 8. Januar 1930 in Berlin; † 2. März 1994 in Marburg) war ein deutscher Künstler und Kunstpädagoge und tätig als Bildhauer, Maler, Grafiker und Entwerfer von Glasfenstern in Marburg; er signierte als Jochen Spies.

## Leben
Ab 1945 lebte der 1930 in Berlin geborene Joachim Spies in Marburg, wo er 1951 sein Abitur machte. Für sein Studium besuchte er von 1951 bis 1958 verschiedene Kunsthochschulen und studierte in Stuttgart bei Karl Rössing, in Salzburg bei Oskar Kokoschka und in Berlin bei Karl Schmidt-Rottluff und Huth, worauf er 1958 an der dortigen Hochschule für bildende Künste zum Meisterschüler ernannt wurde. 1961 führte ihn ein längerer Aufenthalt nach Ibiza, ab 1962 hatte er (bis 1981) Lehraufträge für Radierungen und graphische Techniken an den Universitäten Gießen und Frankfurt. Von 1975 bis 1992 war er Professor für künstlerische Grundlagen im Fachbereich Architektur an der Fachhochschule Köln, unterbrochen von einem Forschungssemester im Jahr 1986/87, das er unter dem Thema „Das Ghetto von Venedig“ in der Lagunenstadt verbrachte. 1994 starb er in Marburg.

## Werke

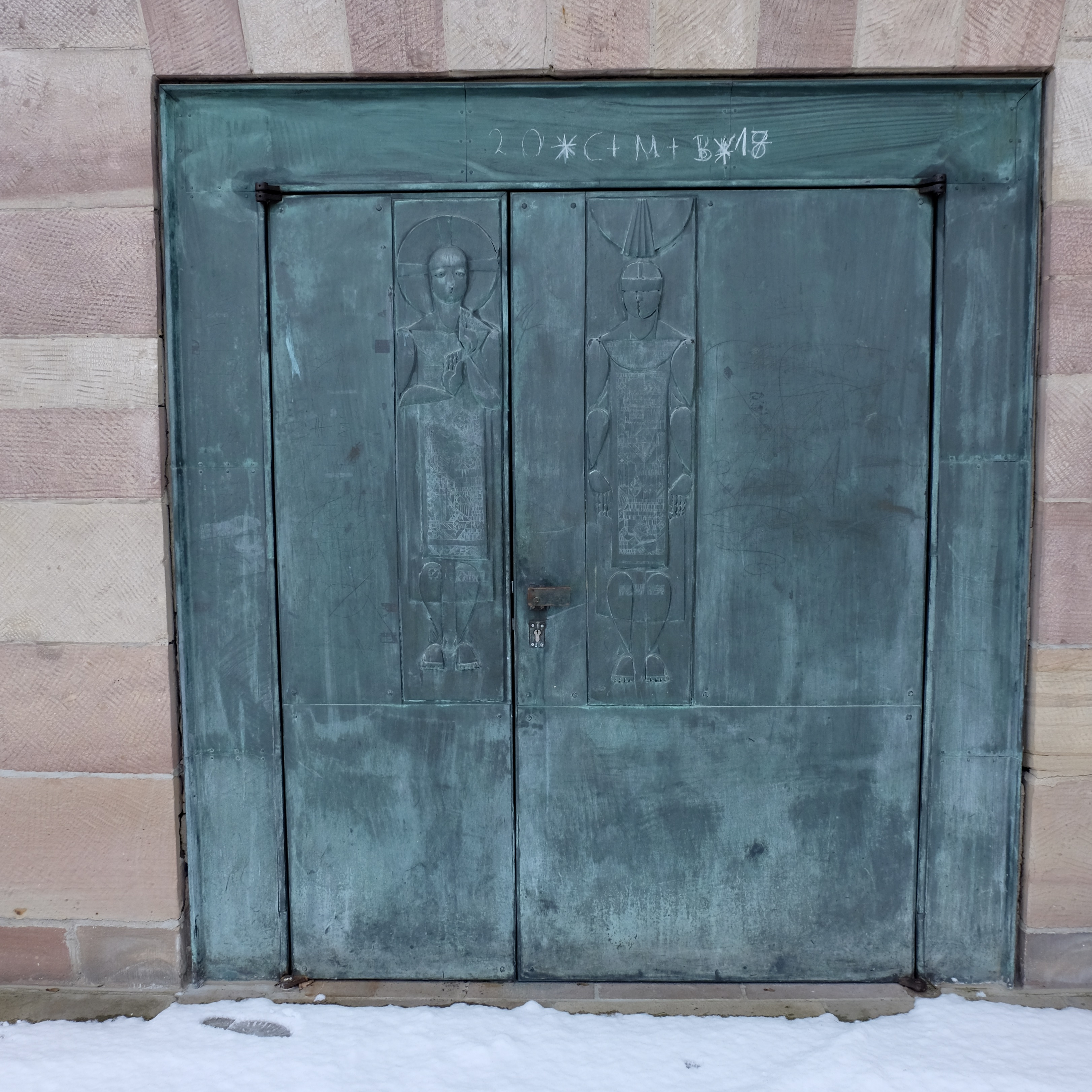
Portal der Markuskirche in Kassel, 1968

- 1963: Entwurf für ein Fenster der Heresbachkapelle im kath. St.-Willibrord-Dom zu Wesel
- 1965/69: Entwurf für ein Altarkreuz aus Bronzeguss in der ev. Kirche zu Sorga bei Bad Hersfeld
- 1967/68: Entwurf für Glasfenster in der ev. Kirche zu Bronnzell bei Fulda
- 1967/68: Entwurf für Glasfenster, Wandgestaltung und ein Relief in der ev. Martinskirche zu Bad Hersfeld
- 1968: Eingangsportal der Markuskirche in Kassel
- 1970/71: Entwurf für Glasfenster der ev. Lukaskirche zu Reinhardshausen
- 1972: Entwurf für Glasfenster der ev. Kirche zu Heringen

## Einzelausstellungen (Auswahl)
- 1969: Marburg, Universitätsmuseum
- 1970: München, Galerie Dürr
- 1975: Bonn, Bundesministerium der Justiz
- 1980: Marburg, Universitätsmuseum
- 1981: Gießen, Museum der Stadt Gießen
- 1981–82: Köln, Theater am Dom
- 1983: Wetzlar, Stadthaus am Dom
- 1984: Meersburg, Barockschloss
- 1985: Hannover, Messe-Pavillon der AGF
- 1985: Venedig, Associazione Culturale Italo-Tedesca
- 1986: Hannover, Messe-Pavillon der AGF
- 1987: Darmstadt, Galerie im Tintenviertel
- 1988: Hannover, Messe-Pavillon der AGF
- 1988: Konstanz, Galerie im Rathaus
- 1989: Tecklenburg, Städt. Kunstgalerie
- 1989: Kassel, Galerie Kausch
- 1989: Apenrade, Deutsche Zentralbibliothek
- 1989: Gießen, Oberhessisches Museum
- 1989: Tel Aviv, Beit Ariela
- 1990: Jerusalem, Institute for Research of Italien Jewry
- 1990: Celle, Städtisches Museum
- 1990: Marburg, Arbeitsgericht
- 1993: Marburg, Universitätsmuseum
- 2005/06 Marburg, Arbeitsgericht